# Theretra catherinae
Theretra catherinae là một loài bướm đêm thuộc họ Sphingidae. Nó được tìm thấy ở Sulawesi in Indonesia.